# (27988) Menabrea
(27988) Menabrea (1997 VA4) – planetoida z pasa głównego asteroid okrążająca Słońce w ciągu 5,32 lat w średniej odległości 3,04 j.a. Odkryta 7 listopada 1997 roku.